# Occupazione di terreni o edifici

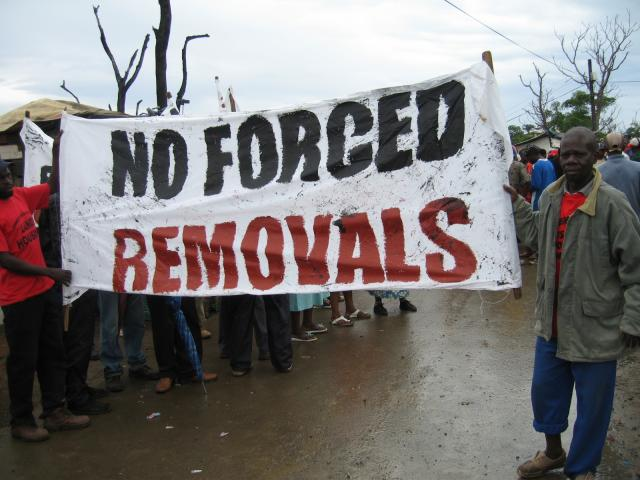
Una protesta del movimento Abahlali baseMjondolo a Durban, in Sudafrica

L'atto di occupare terreni o edifici (definito anche in inglese squatting), compiuto da parte di singoli (chiamati squatter) o di nuclei familiari o di gruppi organizzati, per fini abitativi o meno, può essere trattato sia dal punto di vista del diritto, sia da quello sociologico; i due aspetti sono strettamente correlati e spesso implicanti questioni di ordine pubblico e di ordine etico.

## Profili giuridici
L'occupazione è configurabile, in diritto civile, tra le modalità di acquisto del diritto di proprietà esclusivamente quando avvenga in buona fede. Il possesso continuativo, per lunghi periodi, di beni immobili conduce a volte, in casi di acquiescenza, all'acquisizione degli stessi, come regolamentato dalle norme sull'usucapione: si tratta di un istituto giuridico che, in ogni caso, si differenzia dall'acquisizione delle cosiddette res nullius, che per definizione, nel diritto italiano, afferiscono solo ai beni mobili.
L'invasione di terreni o edifici, in diritto penale, è un delitto previsto e punito dall'art. 633 del codice penale italiano ai sensi del quale: «Chiunque invade arbitrariamente terreni o edifici altrui, pubblici o privati, al fine di occuparli o di trarne altrimenti profitto, è punito, a querela della persona offesa, con la reclusione da uno a tre anni e con la multa da 103 euro a 1 032 euro.
Si applica la pena della reclusione da due a quattro anni e della multa da euro 206 a euro 2 064 e si procede d'ufficio se il fatto è commesso da più di cinque persone o se il fatto è commesso da persona palesemente armata.
Se il fatto è commesso da due o più persone, la pena per i promotori o gli organizzatori è aumentata.»

### Istituti sostanziali

#### Tipicità
L'invasione di terreni o edifici è un reato comune, di danno e di evento, l'interesse tutelato è "il rapporto di fatto che viene esercitato sugli immobili sia dal proprietario che da terzi" (Cass. 5237/85). A forma libera e si realizza ogniqualvolta il soggetto attivo invada un terreno o un immobile senza il consenso di colui che ne sia proprietario o che ne abbia un qualsivoglia diritto di godimento. È un reato istantaneo che si consuma nel momento in cui si realizza l'ingresso arbitrario nell'altrui fondo o immobile ma, qualora l'occupazione si protragga nel tempo, ha natura permanente; nel qual caso cessa solo "con l'allontanamento dall'edificio o con la sentenza di condanna" (Cass. 49169/03).

#### Elemento soggettivo
L'elemento soggettivo richiesto è il dolo specifico, non necessitando in capo all'agente solo la coscienza e la volontà di invadere un bene altrui ma anche il fine di occupare l'immobile o di trarne profitto.

### Aspetti processuali
La competenza processuale è del Giudice di Pace nei casi previsti dal I co. e quando non ricorra l'ipotesi prevista dall'art. 639 bis. Quest'ultimo specifica infatti che: «Nei casi previsti dagli articoli 631, 632, 633 e 636 si procede d'ufficio se si tratta di acque, terreni, fondi o edifici pubblici o destinati ad uso pubblico.» 
Nel caso in esame, infatti, poiché l'interesse tutelato dalla norma non è quello del singolo ma della comunità il giudice competente è da individuarsi nel Tribunale monocratico. Discorso analogo vale per la procedibilità, a querela salvo non sussista l'ipotesi di cui al 639 bis c.p. La competenza è di quest'ultimo e il reato è perseguibile d'ufficio altresì quando sussistano l'ipotesi di cui al II comma.
Negli anni più recenti, un nuovo orientamento giurisprudenziale, osservato dal Tribunale di Roma e dalla Corte suprema di cassazione, ha condannato il Governo (nella persona del Ministero dell'interno o della Presidenza del Consiglio dei ministri) al risarcimento dei danni (ex art. 2043 cod. civ.) laddove le istituzioni deputate non abbiano prevenuto o soppresso l'occupazione abusiva.

## Profili sociologici

### L'occupazione degli immobili

Simbolo dello squatting (occupazione)

Negli anni, in Italia e fuori vi sono stati numerosi casi di occupazione di immobili effettuati da più persone per motivi vari. Pur in assenza di dati ufficiali, le stime più affidabili sembrano indicare in 50.000 il numero di immobili occupati su tutta la penisola.
Fra le ragioni dell'occupazione spesso vi sono state delle necessità, come la carenza di immobili liberi per la locazione o la povertà e l'impossibilità di pagare l'affitto d'un immobile.

#### I centri sociali occupati
Spazi ad uso non residenziale e di maggiori dimensioni vengono occupati per creare centri sociali autogestiti. Oltre alle varie attività che si tengono in tali strutture, sono offerti servizi sociali e spazi usufruibili dagli abitanti del territorio circostante. Può accadere che nelle zone limitrofe si verifichi lo spaccio di droga. A tale proposito, diversi centri sociali occupati sono attivi nella lotta contro l'eroina e in quella a favore della legalizzazione della marijuana.
Con il passare degli anni, molti degli immobili occupati sono stati sgomberati. Le attività culturali e sociali create hanno permesso ad alcuni di essere accettati dalle autorità e disciplinati, diventando dei centri sociali autogestiti. Alcuni fra i più conosciuti sono il Forte Prenestino di Roma, l'Isola del Kantiere di Bologna e l'El Paso  di Torino in Italia. Sono diventati famosi Christiania e Ungdomshuset a Copenaghen, in Danimarca, e la Kunsthaus Tacheles di Berlino in Germania.

### Occupazione di scuole o università
L'occupazione di scuole o università sussiste, in linea teorica, nell'ambito dell'art. 633 C.p.. Tuttavia in molte occupazioni di scuole o università non è ravvisabile il dolo specifico previsto dalla norma in quanto il fine di tali manifestazioni è individuato esclusivamente nel fare pressione alla controparte per l'accoglimento delle proprie istanze.
La corte di cassazione, il 30 marzo 2000, ha escluso che possa considerarsi invasione di edifici ai sensi dell'art. 633 C.p. "la cosiddetta occupazione studentesca delle scuole"  quando gli occupanti non siano estranei al luogo e la loro presenza sia legittima. Ciò significa che non sussiste il reato quando gli occupanti sono iscritti alla medesima scuola (o università) e quando l'occupazione è effettuata durante gli orari di lezione.
Nel caso in cui non sia possibile svolgere normalmente lezione durante "l'occupazione di scuole o università" sussiste il reato di "interruzione di un ufficio o servizio pubblico o di un servizio di pubblica necessità" (340 C.p.).